# Carlo Gigli
Carlo Gigli (Roma, 5 gennaio 1951) è un cantautore italiano.

## Biografia
Appassionato di Rhythm and blues e Soul, ha debuttato nel 1969 incidendo i primi brani: È un bravo ragazzo, La strega innamorata e nel 1970 Ricorderai (di Domenico Seren Gay, Italo Salizzato e Franco Zauli), Telefona sì, telefona no (di Laura Zanin, Giessegi e Arbik) ottenendo un buon successo.
Ha partecipato al Festival di Sanremo 1976 con Più forte che raggiunse il settimo posto in classifica.

## Vita privata
Ha due figlie entrambe DJ: Jasmine, nata nel 1989 e Jay Carol, nata nel 1994. Sono conosciute con il nome arte di Jas & Jay e dal 2014 al 2019 hanno fatto parte del cast del programma televisivo Mezzogiorno in famiglia, in onda tutti i sabati e le domeniche su Rai 2, mentre dal 2021 entrano a far parte del salottino di Avanti un altro! su Canale 5.

## Discografia parziale

### Singoli
- 1969 È un bravo ragazzo/La strega innamorata (Pentaphon)
- 1970 Ricorderai/Telefona sì, telefona no (Kansas, DM 1131)
- 1971 A casa mia/Un cuscino pieno di lacrime (Park Records, 28006; pubblicato come Carlo Gigli e The Tramps)
- 1976 Più forte/La tempesta (RCA Italiana, TPBO 1175)